# 柳津車站 (宮城縣)
柳津車站（日语：／ Yanaizu eki */?）是一位於日本宮城縣登米市津山町、東日本旅客鐵道（JR東日本）氣仙沼線沿線的鐵路車站。柳津車站屬JR東日本仙台支社管轄範圍，由石卷站代為管理。
目前柳津站往前谷地方向为铁路线，往气仙沼方向为BRT线。

## 車站構造
地震前为島式月台1面2線的地面車站。站舍與月台以跨線天橋連絡。
地震後往气仙沼方向铁路废线，改为1面1线。BRT於站前廣場開出。

### 月台配置
| 月台 | 路線      | 方向 | 目的地             |
| ---- | --------- | ---- | ------------------ |
| 1    | ■氣仙沼線 | 上行 | 前谷地、小牛田方向 |
| 2    | ■氣仙沼線 | 下行 | 停用               |

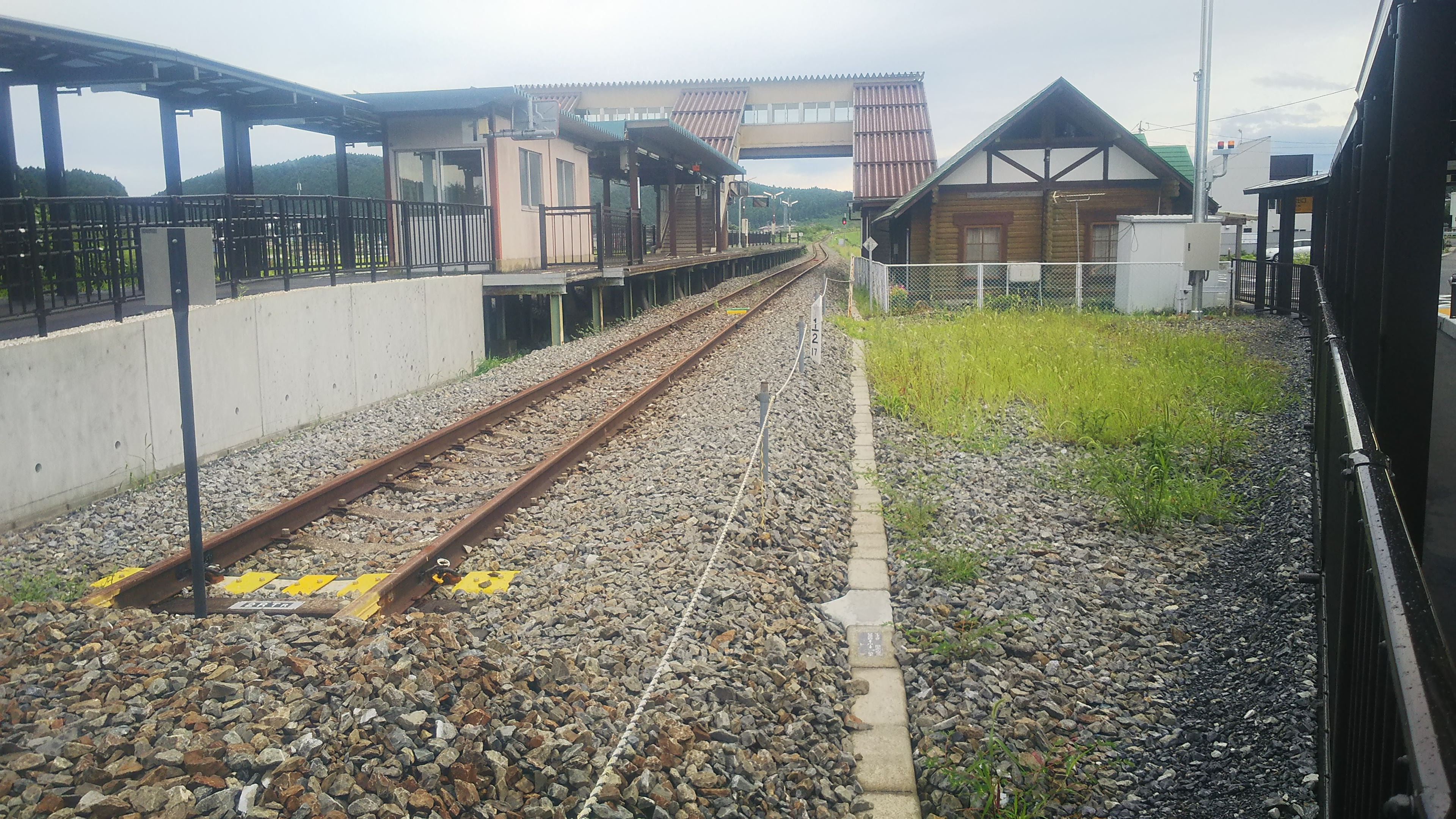
月台（2018年8月）
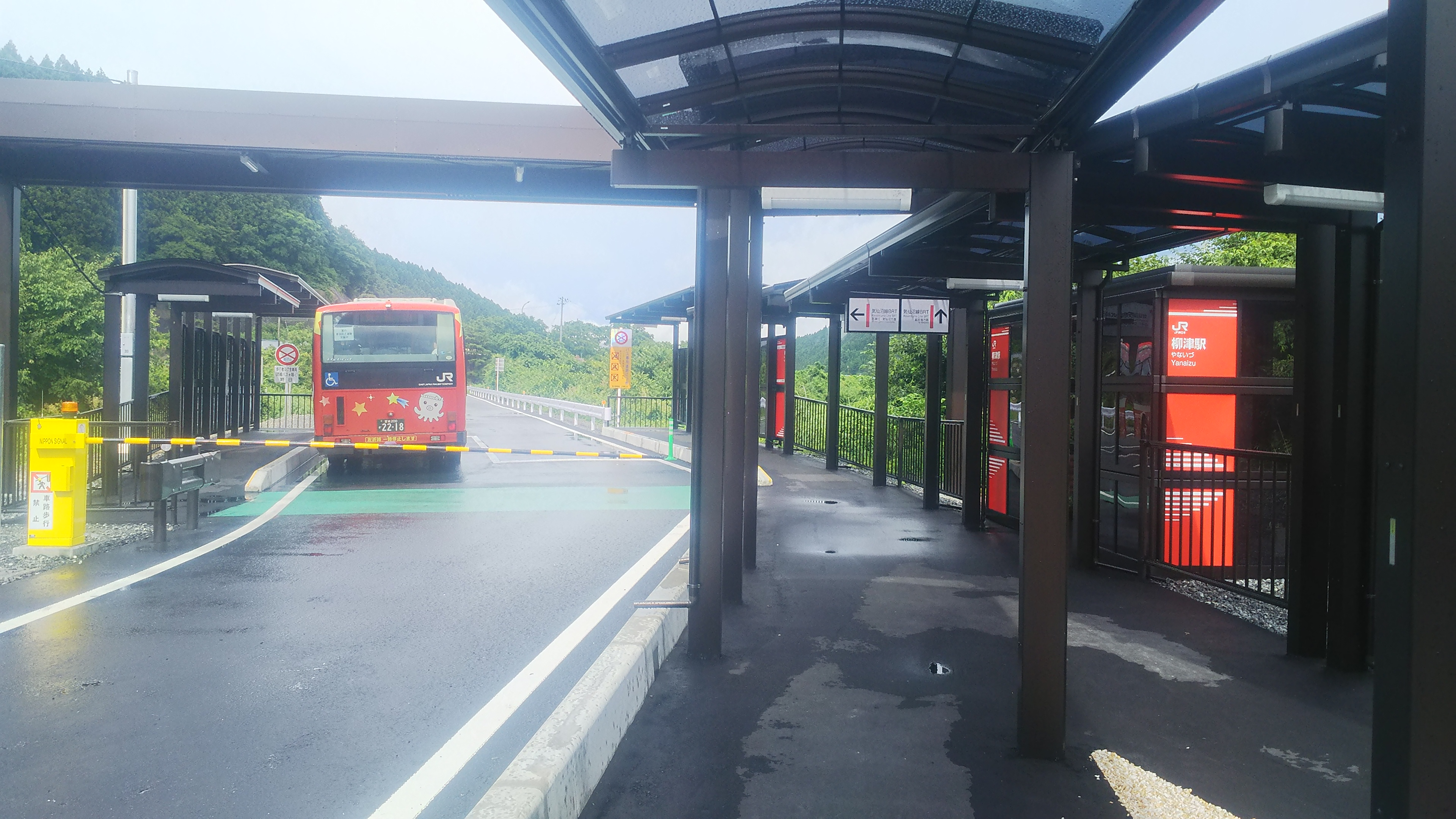
BRT月台（2018年8月）
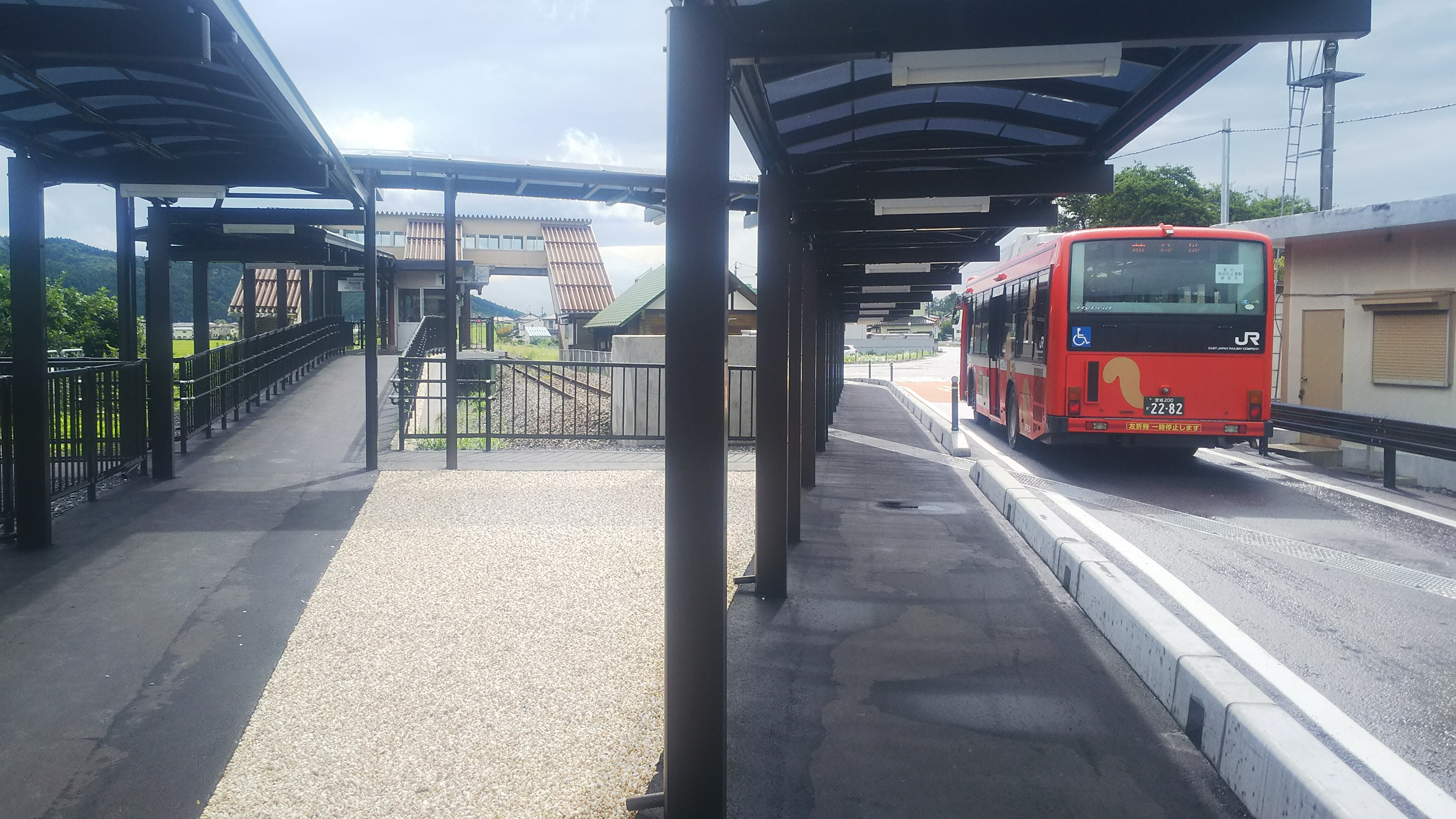
铁道和BRT的連絡通道（2018年8月）
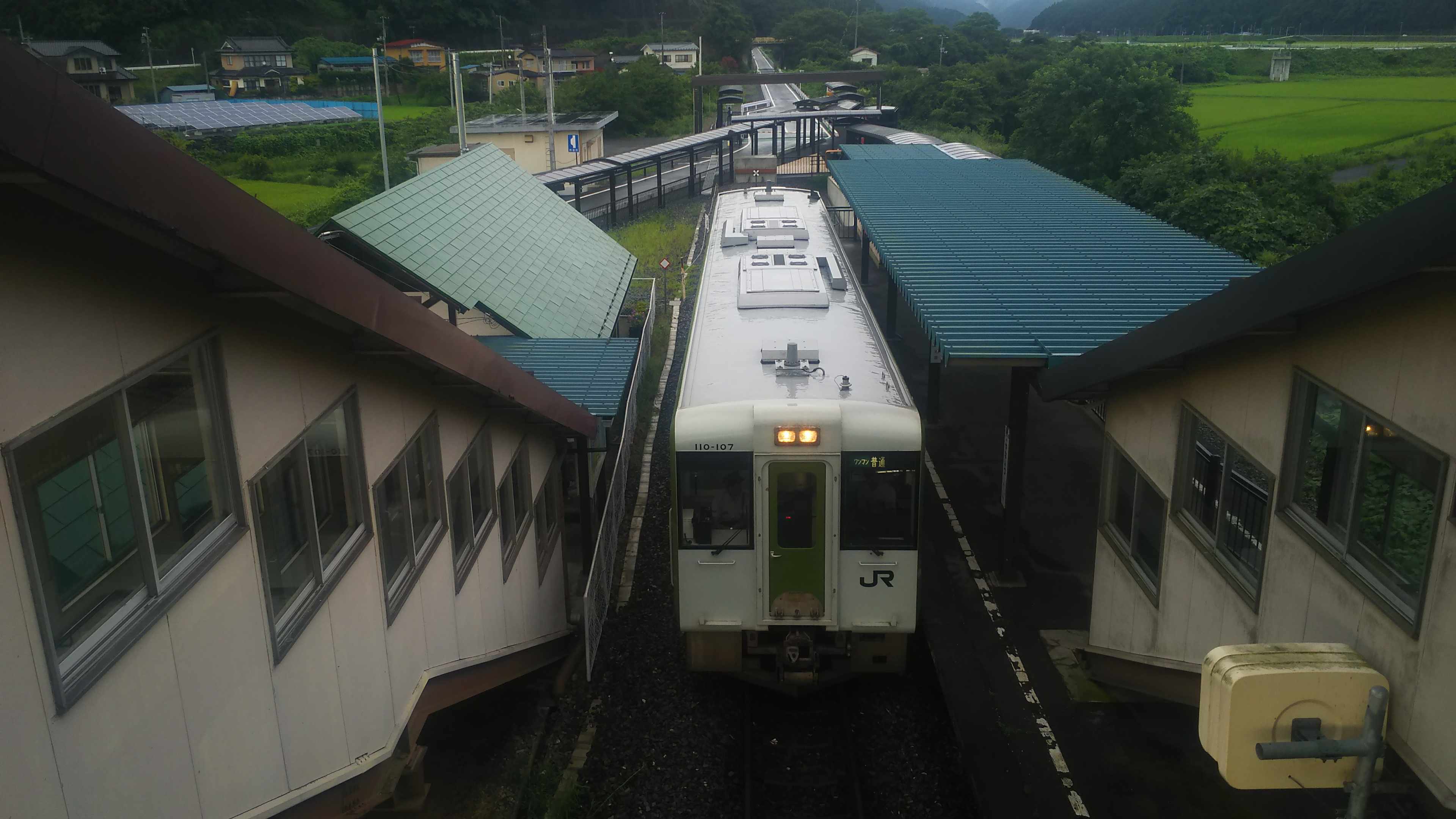
车站内（2018年8月）
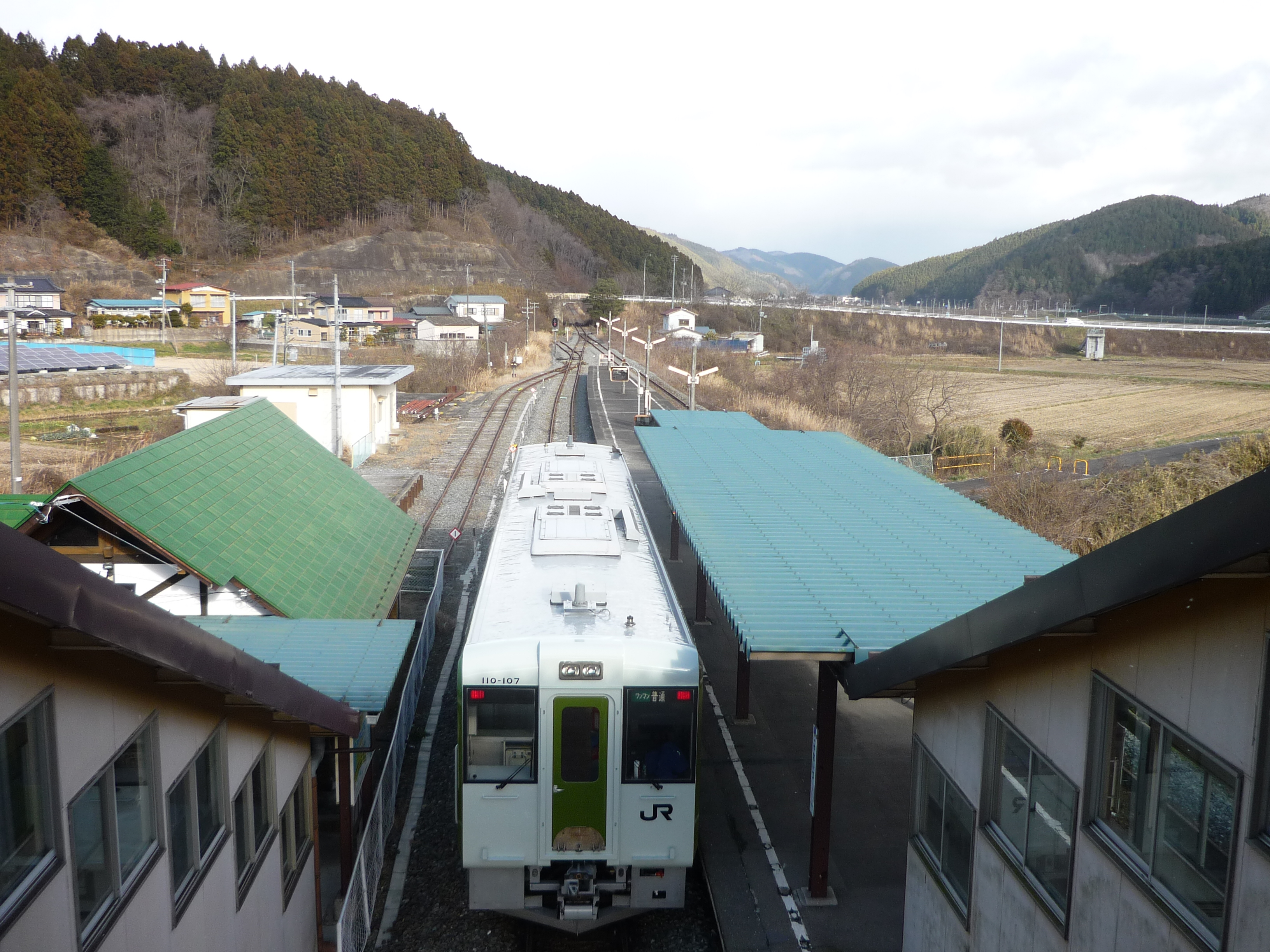
车站内（2015年12月）

## 歷史
- 1968年（昭和43年）10月24日：以日本國有鐵道柳津線的終點站身份啟用。
- 1977年（昭和52年）12月11日： 本吉至本站間之間通車，氣仙沼線正式全線通車。原本的柳津線編入氣仙沼線成為後者的一部份，而柳津也一同成為氣仙沼線的沿線中途車站之一。
- 1987年（昭和62年）4月1日：日本國鐵分割民營化，本站的經營由東日本旅客鐵道繼承。
- 2011年（平成23年）
  - 3月11日：東日本大地震，本站至氣仙沼車站間的氣仙沼線受損無法行駛
  - 4月29日：前谷地站-本站恢复运营。
- 2012年（平成24年）8月20日：JR東日本改以BRT方式恢复本站-气仙沼站运营[1]。
- 2015年（平成27年）6月27日：BRT延伸至前谷地站。
- 2018年（平成30年）7月1日：BRT专用道延伸至站内[2]。
- 2020年（令和2年）4月1日：随着柳津-气仙沼段铁路线废线[3][4]，成为铁路终点站。

## 車站週邊
- 登米市公所 津山綜合支所（原津山町役場）
- 津山郵局
- 登米警察署柳津駐在所
- 横山鯪魚棲息地
- 國道45號
- 國道342號
- 縣道61號涌谷津山線

## 相鄰車站
東日本旅客鐵道
■氣仙沼線
御岳堂－柳津
■氣仙沼線（BRT路段）
前谷地－柳津－陸前橫山

## 外部連結
- （日語）柳津車站（JR東日本） （页面存档备份，存于）

1. ↑  気仙沼線における暫定的なサービス提供開始についてPDF - 東日本旅客鉄道仙台支社プレスリリース（2012年7月18日）
2. ↑  気仙沼線BRTダイヤ改正についてPDF - 東日本旅客鉄道盛岡支社プレスリリース（2018年6月8日）
3. ↑   (PDF) (新闻稿). 東日本旅客鉄道. 2020-01-31  [2020-02-06]. （原始内容 (PDF)存档于2020-02-04） （日语）.
4. ↑   (PDF) (新闻稿). 国土交通省東北運輸局. 2020-01-29  [2020-02-06]. （原始内容 (PDF)存档于2020-01-30） （日语）.